# Lago Tagua Tagua
El lago Tagua Tagua es un cuerpo de agua chileno ubicado en la comuna de Cochamó, Región de Los Lagos. Recibe aguas del río Puelo, que es también su emisario.

## Ubicación y descripción
El lago se encuentra en el valle cordillerano del Puelo, al oriente del estuario del Reloncaví y a 11 km de la localidad de Río Puelo, capital de la comuna de Cochamó. Tiene una forma lineal y alargada —con una longitud aproximada de 9 km— que coincide con la dirección general SE a NW que sigue el río Puelo en ese tramo.

## Historia
El lago fue descubierto en la década de 1860 por «hacheros» de isla Huar, quienes empezaron a internarse al valle en busca de alerce y otras especies para su extracción. Su nombre se debe a la abundancia de taguas —ave acuática que habita en lagos y lagunas— y fue bautizado de esa manera por los habitantes de la isla que acompañaron al explorador Francisco Vidal Gormaz —«huarunos» como él los llama— en su expedición de 1872 al valle, tras una sugerencia hecha por el propio Vidal Gormaz.
Luis Risopatrón lo describe en su Diccionario Jeográfico de Chile (1924) como un lago «de mediana estensión, de aguas verdosas, tiene más de 45 m de profundidad, es de trasmisión en el curso inferior del río Puelo, se encuentra a 43 m de altitud i esta rodeado casi sin interrupción de inaccesibles murallas de rocas por las que se precipitan en estrechas gargantas, jeneralmente en forma de torrentes o cascadas, las aguas que le vienen por sus costados, de las empinadas montañas cubiertas de vejetación que lo contornean».

## Población, economía y ecología
Según el censo de 1930, el valle ya se encontraba habitado, con población en sectores como Las Gualas, Llanada Grande, lago Azul, lago Las Rocas y lago Inferior. El lago Tagua Tagua, en tanto, tenía una población de doce habitantes.
Junto con el resto del valle, el lago recién tuvo conectividad terrestre con el resto de la comuna a comienzos del siglo XXI, con la inauguración definitiva en 2003 del tramo hasta Llanada Grande de la ruta Río Puelo-Paso El Bolsón.
Conectividad
El lago interrumpe la ruta V-741, que conecta Río Puelo con otras localidades al interior del valle, como Llanada Grande, Primer Corral y Segundo Corral, pero existe un servicio de transbordador que conecta Punta Canelo con Punta Maldonado, situados en los extremos NO y SE del lago, respectivamente. El servicios tiene tres cruces diarios en temporada baja y cuatro en temporada alta.
Turismo
En 2013 se inauguró el Parque Tagua Tagua, área protegida privada de tres mil hectáreas situada a orillas del extremo sur del lago.